# Unicorn chacabuco
Unicorn chacabuco är en spindelart som beskrevs av Norman I. Platnick och Antonio D. Brescovit 1995. Unicorn chacabuco ingår i släktet Unicorn och familjen dansspindlar. Inga underarter finns listade i Catalogue of Life.